# Акула шестизяброва
Акула шестизяброва (Hexanchus griseus) — акула з роду шестизяброва акула родини багатозяброві акули. Інша назва тупоноса шестизяброва акула.

## Опис
Найбільша із досі спійманих акул сягає довжини 7,5 м і ваги 680 кг. Звичайні розміри рідко перевищують 4 м, а вага — 300—400 кг. За своїми формами схожа на інших представників своєї родини. Характерними ознаками виду, крім 6 зябрових щілин, є широка голова. Тулуб товстий, важкий. Хвіст дуже довгий. Акула забарвлена у темно-сірий або кавовий колір.

## Спосіб життя
Досить лінива і малорухлива риба, яка проводить світлий час доби поблизу дна, а вночі перебуває в товщі води. Зазвичай вона зустрічається на доволі великій глибині — 200—2300 м, інколи трапляється і на прибережних мілководдях. Їжею цієї акули є риба і великі ракоподібні.
Це яйцеживородна акула. Самиця приносить зазвичай близько 50 (рідше до 108) акуленят.

## Розповсюдження
Мешкає біля обох берегів Атлантичного океану (від південної Норвегії та Ірландії до Мавританії й Сенегалу, а також у Середземному морі; та біля південно-атлантичного берегу США, від Нікарагуа до Панами; південній Бразилії, Уругваю, Аргентини), тихоокеанського узбережжя Північної (від Каліфорнії до Аляски) та Південної Америки (уздовж Чилі). Крім того, біля Японії, Тайваню, Китаю, Суматри (Індонезія), Малайського півострова (Малайзія), південної Австралії, Нової Зеландії та Африки Намібії, Анголи, Мозамбіку, Коморських островів).
Ця акула має промислове значення у Північному та Середземному морях.

## Виноски
1. ↑  Бі-бі-сі: Молодий ірландець спіймав шестизяброву акулу досі небачених розмірів. [Архівовано 17 травня 2017 у Wayback Machine.](рос.) 8.05.2017